# The American Language
The American Language, (o en català "El llenguatge nord-americà") és un llibre escrit per H. L. Mencken que es va publicar el 1919 i se centrava amb el tema de la llengua anglesa tal com es parlava als Estats Units.
Mencken es va inspirar en l'argot dels dependents negres de Washington, així com en Mark Twain, un dels seus autors de capçalera, a més de la pròpia experiència dels carrers de Baltimore, (Maryland). El 1902, Mencken ja feia menció a les "paraules estranyes que es feien servir als Estats Units". Abans del llibre l'autor va escriure diferents articles al The Evening Sun. L'autor es preguntava "Per què ningú intenta escriure una gramàtica de l'idioma que es parla als Estats Units, o sigui, de l'anglès, tal com es parla per la gran majoria de gent comú d'aquella terra". Sembla com si el llibre fos una resposta a la pregunta.
Mencken va seguir la tradició de Noah Webster, que va escriure el primer diccionari anglès de nord-amèrica, i ambdós defensaven els "americanismes" d'una sèrie de crítics anglesos, que abandonaven els americanismes perquè eren pervesions bàrbares i marginals de la llengua mare. Mencken va carregar contra la gramàtica descriptiva d'aquests crítics i "professors" de l'anglès dels Estats Units. Argumentava de manera semblant a Samuel Johnson, que al prefaci del seu diccionari, deia que el llenguatge evoluciona de forma independent als llibres de text.
En les 374 pàgines del llibre s'hi analitzen els orígens de les variacions americanes de l'anglès, la disseminació d'aquestes variacions, els noms nord-americans i l'argot. Segons Mencken, l'anglès dels Estats Units era més acolorit, viu i creatiu que el del Regne Unit.
El llibre va tenir un gran èxit de vendes, segons el mateix Mencken, ja que en els primers mesos se'n van vendre 1.400 exemplars. Les crítiques a l'obra foren molt favorables, excepte una de Stuart Sherman destacat enemic i detractor de Mencken.
Moltes de les fonts i del material de recerca associats a aquesta obra es troben a la col·lecció Mencken a l'Enoch Pratt Free Library a Baltimore (Maryland).